# Stowe (Pennsylvania)
Stowe  è una township degli Stati Uniti d'America, nella contea di Allegheny nello Stato della Pennsylvania. Secondo il censimento del 2000 la popolazione è di 6.706 abitanti.

## Società

### Evoluzione demografica
La composizione etnica vede una prevalenza della razza bianca (90,44%), seguita quella afroamericana (8,04%), dati del 2000.
| township di Stowe Popolazione |       |
| 2000                          | 6.706 |
| Stima al 2009                 | 6.055 |